# شهرستان بیگ هورن (مونتانا)
شهرستان بیگ هورن، مونتانا (به انگلیسی: Big Horn County, Montana) یک سکونتگاه مسکونی در ایالات متحده آمریکا است که در ایالت مونتانا واقع شده‌است.

## خصوصیات
شهرستان بیگ هورن ۱۲٬۹۸۸٫۸۶ کیلومترمربع مساحت دارد.